# Johann Conrad Dippel
Johann Conrad Dippel est un théologien, alchimiste et médecin allemand, né le 10 août 1673 au château Frankenstein près de Darmstadt et mort le 25 avril 1734 au château de Wittgenstein près de Bad Berleburg (Allemagne).

## Biographie
Il est fils d'un ministre protestant. Il étudie théologie, philosophie, médecine, chimie à l'Université de Giessen. Il s'occupe d'abord de théologie et publie plusieurs ouvrages de théologie sous le nom Christianus Democritus. Il est un adepte du piétisme de Spener. Il écrit contre ses coreligionnaires un petit traité intitulé : Papismus Protestantium, qui lui vaut des ennuis. Il est accusé d'hérésie et emprisonné.
Dégoûté de la théologie, il s'occupe de médecine et d'alchimie, et mène une vie errante et persécutée, résidant tantôt en Allemagne, tantôt en Hollande ou en Suède. Au milieu de ses extravagances, il fait quelques découvertes utiles, entre autres celle du bleu de Prusse et de l'huile animale qui porte son nom (de), qu'on emploie longtemps contre l'épilepsie et le ver solitaire. Il laisse 70 ouvrages, parmi lesquels son traité De vitæ animalis morbo et medicina. Les principaux ont été réunis sous le titre de Christianus Democritus, 1747.
Il pourrait être à l'origine du personnage de « Victor Frankenstein » dans le roman Frankenstein ou le Prométhée moderne de Mary Shelley.